# Хав'єр Арреага
Хав'єр Арреага (ісп. Xavier Arreaga, нар. 28 вересня 1994, Гуаякіль) — еквадорський футболіст, центральний захисник американського клубу «Сіетл Саундерз» і національної збірної Еквадору.

## Клубна кар'єра
Народився 28 вересня 1994 року в місті Гуаякіль. Вихованець місцевих юнацьких команд «Уніон Еспаньйола» і «Аллей».
У дорослому футболі дебютував 2012 року виступами за головну команду «Аллей», за яку того року взяв участь у 12 матчах чемпіонату. 
Згодом грав за «Манту», а 2015 року уклав контракт з «Барселоною» (Гуаякіль), у складі якої провів наступні чотири роки своєї кар'єри гравця. 
До складу американського «Сіетл Саундерз» приєднався 2019 року. 2022 року допоміг цій команді тріумфувати у тогорічному розіграші Ліги чемпіонів КОНКАКАФ, увійшовши до символічної збірної турніру. 

## Виступи за збірну
2018 року дебютував в офіційних матчах у складі національної збірної Еквадору.
У складі збірної — учасник розіграшів  Кубка Америки 2019 і  Кубка Америки 2021 в Бразилії, а також чемпіонату світу 2022 року в Катарі.

## Титули і досягнення
- Переможець Ліги чемпіонів КОНКАКАФ (1):

«Сіетл Саундерз»: 2022